# Charmeuse (Wirkware)
Charmeuse ist eine  Kettenwirkware, bei der zwei Kettfadensysteme aus Chemiefaserfilamenten  mit unterschiedlichen Legungen, einer Trikotlegung auf der Warenvorderseite und einer Tuchlegung auf der Warenrückseite, kombiniert werden.
Diese Kettengewirke-Qualität erhält durch die obenauf liegenden Maschenfußbögen der Tuchlegung auf der Schauseite einen seidigen Glanz, ist formbeständig und praktisch laufmaschenfest.
Charmeuse wird zum Beispiel für Damenunterwäsche (beide Grundlegebarren Polyamid) und Bademoden (Tuchbindung aus Polyamid, Trikotbindung aus Elastan) eingesetzt.